# Newry City A.F.C.
Newry City A.F.C. – północnoirlandzki klub piłkarski, mający siedzibę w mieście Newry na południu kraju. Obecnie występuje w NIFL Premier Intermediate League.

## Historia
Chronologia nazw:
- 2013: Newry City A.F.C.

Klub piłkarski Newry City A.F.C. został założony w miejscowości Newry w marcu 2013 roku, po tym jak w 2012 przez bankructwo został rozwiązany główny klub miasta Newry City F.C. W lipcu 2013 roku klub został przyjęty do Mid-Ulster Football League Intermediate B - piąty poziom futbolu w Irlandii Północnej. W debiutowym sezonie 2013/14 zajął pierwsze miejsce w lidze, uzyskując natychmiastową awans do Mid-Ulster Football League Intermediate A (czwarty poziom). Po dwóch sezonach, w sezonie 2015/16 wygrał ligę, zdobywając awans do NIFL Premier Intermediate League (trzeci poziom). W pierwszym sezonie w trzeciej lidze zajął drugie miejsce, kwalifikując się do play-off Mistrzostw NIFL. W dwuetapowych barażach zespół pokonał łącznie Armagh City F.C. 7-2, uzyskując promocję do NIFL Championship w sezonie 2017/18, trzecią promocję od czterech lat i zapewnić powrót zawodowej ligi piłkarskiej do miasta po raz pierwszy od 2011. W sezonie 2017/18 po zajęciu drugiej pozycji ligowej zakwalifikował się do barażów, w których wyeliminował pierwszoligowy klub Carrick Rangers F.C. 6-3 i zdobył historyczny awans do NIFL Premiership. Debiutowy sezon 2018/19 na najwyższym poziomie był nieudanym, po zajęciu ostatniego 12.miejsca klub wrócił do NIFL Championship.

## Barwy klubowe, strój
| Niebieski | Biały |

Klub ma barwy niebiesko-białe. Zawodnicy domowe spotkania zazwyczaj grają w pasiastych pionowo niebiesko-błękitnych koszulkach, niebieskich spodenkach oraz niebieskich getrach.

## Sukcesy

### Trofea międzynarodowe
Nie uczestniczył w rozgrywkach europejskich (stan na 31-05-2019).

### Trofea krajowe
| \| \| Zdobyte trofea w rozgrywkach Irlandii Północnej (stan na: 31-05-2019) \| |                                                                       |      |          |
| Rozgrywki                                                                      | Osiągnięcie                                                           | Razy | Sezon(y) |
| Mistrzostwo                                                                    | I miejsce                                                             | 0    |          |
| Mistrzostwo                                                                    | II miejsce                                                            | 0    |          |
| Mistrzostwo                                                                    | III miejsce                                                           | 0    |          |
| Mistrzostwo                                                                    | 12.miejsce                                                            | 1    | 2018/19  |
| Puchar                                                                         | zdobywca                                                              | 0    |          |
| Puchar                                                                         | finalista                                                             | 0    |          |
| Puchar                                                                         | 1/8 finału                                                            | 1    | 2017/18  |
| II liga                                                                        | I miejsce                                                             | 0    |          |
| II liga                                                                        | II miejsce                                                            | 1    | 2017/18  |
| II liga                                                                        | III miejsce                                                           | 0    |          |
| Irlandia Północna                                                              | Zdobyte trofea w rozgrywkach Irlandii Północnej (stan na: 31-05-2019) |      |          |

- NIFL Premier Intermediate League (D3):
  - wicemistrz (1x): 2016/17

- Premier Cup:
  - zdobywca (1x): 2015

## Poszczególne sezony

### Rozgrywki krajowe
| \| Irlandia Północna \| Bilans występów klubu w rozgrywkach piłkarskich Irlandii Północnej (Stan na 31 maja 2019 r.) \| \| |                                                                                              |        |       |   |   |   |    |    |     |                  |        |        |      |
| Poziom | Rozgrywki                                                                                    | Sezony | Mecze | Z | R | P | B+ | B– | Pkt | Lata             | Awanse | Spadki | Naj. |
| I | NIFL Premiership                                                                             | 1      |       |   |   |   |    |    |     | 2018/19          | 0      | 1      | 12   |
| II | NIFL Championship                                                                            | 1      |       |   |   |   |    |    |     | 2017/18, od 2019 | 1      | 0      | 1    |
| III | NIFL Premier Intermediate League                                                             | 1      |       |   |   |   |    |    |     | 2016/17          | 1      | 0      | 2    |
| IV | Mid-Ulster Football League Intermediate A                                                    | 2      |       |   |   |   |    |    |     | 2014–2016        | 1      | 0      | 1    |
| V | Mid-Ulster Football League Intermediate B                                                    | 1      |       |   |   |   |    |    |     | 2013/14          | 1      | 0      | 1    |
| | Puchar                                                                                       |        |       |   |   |   |    |    |     | od 2013          |        |        | 1/8  |
| Irlandia Północna | Bilans występów klubu w rozgrywkach piłkarskich Irlandii Północnej (Stan na 31 maja 2019 r.) |        |       |   |   |   |    |    |     |                  |        |        |      |

## Struktura klubu

### Stadion
Klub piłkarski rozgrywa swoje mecze domowe na stadionie The Showgrounds w Newry City, który może pomieścić 7949 widzów (dla bezpieczeństwa 2275 widzów, w tym 1080 miejsc siedzących).

### Inne sekcje
Klub prowadzi drużyny dla dzieci i młodzieży w każdym wieku oraz sekcję kobiecą Newry City Ladies F.C.

## Kibice i rywalizacja z innymi klubami

### Rywalizacja
Największymi rywalami klubu są inne zespoły z okolic.

### Derby
- Portadown F.C.
- Warrenpoint Town F.C.